# 金坛路
金坛路是位於中國上海市黃浦區的一條道路，西起巡道街，東至中華路。

## 歷史
金坛路原本是蘇松太道衙門南門前的道路，當時名為巡道前街或道前街。1911年11月辛亥革命上海光复期間，最后一任上海道台刘燕翼出逃至上海租界，巡道衙门遭到焚毀。上海光复後巡道衙门遺址成為上海新政府的警察厅机构，巡道前街被改为警察厅路，簡稱警厅路，上海戰役後的1964年以諧音發音類似江蘇省的金壇又改为金坛路，巡道衙门舊址位於金坛路与巡道街的东北转角處的金坛路25号（金坛路35弄集贤邨）。迄今留存的建筑是1930年代时重建的。